# Час відьом (фільм)
Час відьом (англ. Season of the Witch) — містичний американський трилер режисера Домініка Сени, у головних ролях якого знялися Ніколас Кейдж і Рон Перлман. Зйомки фільму відбувалися в Австрії, Хорватії та Угорщині.
У США фільм було презентовано 7 січня 2011 року, в Україні — 13 січня.

## Сюжет
У XIII столітті трьох жінок звинуватили у відьомстві й повісили, після чого втопили. Священику довелося самотужки витягати їх тіла, щоб прочитати над ними молитви з Книги Соломона, щоб вони не повстали з мертвих. Одна з відьом виявилася досі живою й повісила священика.
Подальші події відбуваються в XIV столітті. Головні герої фільму — хрестоносці Бімен і Фелсон, що разом пройшли вже багато битв, на яких вбивали іновірців. Після чергової облоги вони прорвалися до міста, але першою ж жертвою Бімена стала жінка. Священик не поділяв невдоволення Бімена в тому, що вони билися проти жінок і дітей, тому двоє лицарів вирішили покинути служіння церкві.
По дорозі додому вони натрапили на будиночок, у якому лежали лише двоє померлих. У місті неподалік вони дізналися, що вже більше трьох років там люди гинуть через чуму. Міщани впізнали в подорожніх лицарів, що втекли зі служби, тому їх заарештували. Кардинал Д'Амбруаз, що також заразився чумою, вмовив Бімена і Фелсона разом зі священиком Дебельзаком, лицарем Екхартом і шахраєм Хагамаром, що знає дорогу до монастиря, довезти туди дівчину, що підозрюють у відьомстві. Лише там є Книга Соломона, завдяки якій можна долати нечисть. По дорозі до них приєднався помічник кардинала — Кай, що мріяв про те, щоб стати лицарем.
Бімен не вірив, що тендітна дівчина, яку вони перевозять за решіткою, відьма й обіцяв їй чесний суд у монастирі. Вона просила не лишати її з Дебельзаком, що ніби хоче вбити її. Якось вночі дівчині вдалося вирватися з клітки, пробивши руку священика хрестом. Чоловіки вирушили на пошуки дівчини в містечко, що було поблизу. Поділившись задля швидшого пошуку, вони слідували за нею. Раптом Екхарт, що втратив родину під час чуми, почув голос своєї доньки Міли, про яку він розповідав відьмі. Засліплений цим, він кинувся на меч Кая, що не встиг зупинити його.
Вночі вони вимушені зупинитися в Вормвудському лісі, з якого ніхто не виходив живим. Дівчина прикликала вовків до місця, де вони зупинилися. В бійці з тваринами загинув Хагаром, що хотів вбити відьму до суду. Після його загибелі Бімен зважив, що дівчину й справді краще вбити зараз, поки не загинули решта її супровідників. Та вони були вже неподалік він монастиря, тому рушили до пункту призначення.
Нарешті діставшись святого місця, вони виявили, що всі священики померли від чуми за молитвою чи переписуванням книжок. Один з монахів на останній секунді життя вказав на книжку, що лежала неподалік. Це й була Книга Соломона, в якій описані всі ритуали по боротьбі з нечистю. Дебельзак почав читати молитву проти відьми, проте вона не допомагала. Тоді він здогадався, що це не відьма, а демон, який насправді хотів дістатися цього монастиря, аби знищити останню Книгу Соломона. Демон вибрався з клітки й прикликав на допомогу собі подібним, що вселилися в мертвих монахів. У битві проти них загинули Фелсон, Дебельзак і Бімен. Кай дочитав молитву й знищив демона, врятувавши цим людство від чудовиська. Він пообіцяв Біменові, що піклуватиметься про дівчину Анну, в яку й вселився демон.

## У ролях
- Ніколас Кейдж — Бейман фон Бляйбрук[4]
- Рон Перлман — Фелсон
- Роберт Шіен — Кай
- Клер Фой — Анна
- Стівен Кемпбелл Мур — Дебельзак
- Ульріх Томсен — Йоханн Екхарт
- Стівен Ґрем — Хагамар
- Крістофер Лі — кардинал Д'Амбруаз
- Рорі Макканн — солдатський командир

## Факти
- Для зйомок епізоду погоні вовків за головними героями творці фільму звернулися до відомого дресувальника Золтана Хоркаї. У цій сцені брали участь сім вовків, кожен з яких мав виконувати окремі дії на екрані.[5]
- Переважна більшість сцен кінофільму знімалася на природі, на зйомки на зеленому екрані пішло лише близько чотирьох днів[6].

На сайті IMD фільм отримав рейтинг 5.4/10.
Анна Купінська на «Українська правда. Життя» поставила оцінку 3,55 фільмові, аргументувавши це тим, що він не стільки страшний, скільки смішний, та бойові сцени режисер виконав вдало.